# 宇野明霞
宇野 明霞（うの めいか、元禄11年5月20日（1698年6月27日） - 延享2年4月17日（1745年5月18日））は江戸時代中期の日本の儒学者（折衷学派）である。名を鼎、字を士新、通称 三平。宇士新と中国風に名乗った。弟の士朗とともに平安二宇先生と称された。

## 略歴
近江国野洲（現滋賀県野洲市）に生まれたが、父 安治が嵯峨の豪商角倉家に仕え運漕（船で貨物を運ぶ仕事）をしており、一家で京都に移り住んだ。
明霞は最初、木下順庵門下の向井三省に師事するが、入江若水を通じて徂徠学を知り、自らは病弱であったため弟の士郎を江戸に遊学させて荻生徂徠に入門させている。自分自身は京都に残り、釋大潮に華音や古文辞学を受ける。弟 士郎はわずか一年で帰京したが、これは徂徠の教育方針に納得できず、さらには蘐園学派内に徂徠学を継承する者はいないと判断したからである。特に服部南郭や平野金華に対して厳しい批判を行っている。
十数年もの間、家に籠もり古書・典籍を精読しひたすら独学した。やがて独自の学問を樹立し徂徠と訣別し蘐園学派を激しく批判するようになる。
夭折した学者 田中大観とは学問を通じて親しく交流し、彼の碑銘を書いている。
太宰春台は徂徠が志した政治にまったく関心を示していないとしてこの兄弟を非難している。
明霞は生涯、妻帯することはなかった。享年48。京都極楽寺に葬られる。

## 門弟
- 武田梅龍
- 片山北海
- 大典顕常
- 龍草廬
- 土岐霞窓
- 赤松滄洲

## 著書
- 『論語考』（六巻）
  - 論語の各章に自説を載せ、次に朱子・伊藤仁斎・荻生徂徠の説を載せてこれを批判している。

- 『左傳考』（三巻）
  - 門弟の片山北海が明霞の没後、遺稿を編集して出版した。春秋左氏伝の読書記として高く評価された。太田錦城はこれに増補して『左傳考補』を著している。

- 『明霞先生遺稿集』（八巻五冊、寛延元年）
  - 門弟の大典顕常が明霞の没後、遺稿を編集して出版した。

- 『詩語解』（宝暦13年）
- 『文語解』（明和9年）
- 『詩家推敲』（寛政11年）
  - 以上、3書は一般に大典顕常の著書と知られているが、実際は明霞の草稿を大典が整理し刊行したものである。

- 『名公四序評』　田中大観が序を寄せている。